# Telê Santana
 (juillet 2016).
Si vous disposez d'ouvrages ou d'articles de référence ou si vous connaissez des sites web de qualité traitant du thème abordé ici, merci de compléter l'article en donnant les références utiles à sa vérifiabilité et en les liant à la section « Notes et références ».
Telê Santana da Silva, plus connu sous le nom de Telê Santana (né le 26 juillet 1931 à Itabirito, dans l'État du Minas Gerais (Brésil) — mort le 21 avril 2006 à Belo Horizonte), est un joueur puis entraineur de football brésilien.

## Biographie

### Entraîneur
Il a commencé sa carrière d'entraîneur en 1967 avec l'équipe de jeunes de Fluminense. Quatre ans plus il permet au Clube Atlético Mineiro de remporter le premier Championnat du Brésil de football.
Durant les années 80, il est le sélectionneur de l'Équipe du Brésil. Lors du Mondial 1982 en Espagne, la Seleçao pratique un football merveilleux avec en son sein des joueurs comme Zico, Sócrates et Falcão, mais le Brésil se fait surprendre lors de la phase de groupe du second tour par l'Italie de Paolo Rossi qui inscrit trois buts.
Après un intermède en Arabie saoudite, Telê Santana est de retour quatre ans plus tard au Mundial mexicain à la tête d'un Brésil à nouveau favori. Il s'appuie sur la même ossature que celle de 1982 même si Zico et Falcão relèvent de blessure. Grâce à leur nouvel attaquant Careca, qui inscrira 5 buts, la Seleção survole les quatre premiers matches mais s'incline aux tirs au but contre l'équipe de France en quart de finale à Guadalajara dans l'un des plus beaux matches de l'histoire de la coupe du monde.
En dépit de ces deux échecs, l'entraîneur Telê Santana symbolisera à jamais le « beau jeu » et le football d'attaque.
Plus tard au cours de sa carrière d'entraîneur il connaît toutefois le succès au niveau international. En tant qu'entraîneur du Sao Paulo FC, il remporte deux fois la Copa Libertadores et deux fois la Coupe intercontinentale des clubs en 1992 et 1993.
Il se retire du métier d'entraîneur en 1996 pour raisons de santé.

## Carrière

### Carrière de joueur
Tele Santana a évolué à Fluminense, Guarani, Madureira et le Vasco de Gama.
Il fut également remplaçant en équipe du Brésil.

### Carrière d'entraîneur
- 1969-1970 - Fluminense  Brésil
- 1970-1976 - Atlético Mineiro  Brésil
- 1977-1979 - Grêmio Porto Alegre  Brésil
- 1980-1982 - Palmeiras  Brésil
- 1982 - Équipe du  Brésil
- 1983-1985 - Al Ahly  Arabie saoudite
- 1986 - Équipe du  Brésil
- 1988-1989 - Flamengo  Brésil
- 1990-1996 - Sao Paulo FC  Brésil

## Palmarès

### Palmarès en tant qu'entraîneur
- 1969 - Taça Guanabara (Fluminense)
- 1969 - Championnat Carioca (Fluminense)
- 1970 - Championnat du Minas Gerais (Atlético Mineiro)
- 1971 - Championnat du Brésil de Série A (Atlético Mineiro)
- 1976 - Championnat du Minas Gerais (Atlético Mineiro)
- 1977 - Championnat Gaúcho (Grêmio Porto Alegre)
- 1983 - Championnat d'Arabie saoudite (Al Ahly)
- 1983 - Persian Gulf Cup (Al Ahly)
- 1984 - Coupe d'Arabie saoudite (Al Ahly)
- 1985 - Persian Gulf Cup (Al Ahly)
- 1988 - Championnat du Minas Gerais (Atlético Mineiro)
- 1991 - Championnat du Brésil de Série A (Sao Paulo FC)
- 1992 - Championnat Paulista (Sao Paulo FC)
- 1992 - Coupe intercontinentale 1992 (Sao Paulo FC)
- 1992 - Copa Libertadores (Sao Paulo FC)
- 1993 - Championnat Paulista (Sao Paulo FC)
- 1993 - Copa Libertadores (Sao Paulo FC)
- 1993 - Supercopa Sudamericana (Sao Paulo FC)
- 1993 - Recopa Sudamericana (Sao Paulo FC)
- 1993 - Coupe intercontinentale 1993 (Sao Paulo FC)
- 1994 - Recopa Sudamericana (Sao Paulo FC)
- 1994 - Copa CONMEBOL (Sao Paulo FC)

### Distinctions personnelles
- 13e meilleur entraîneur de tous les temps par World Soccer: 2013[1],[2]
- 35e meilleur entraîneur de tous les temps par France Football : 2019[3],[4],[5]